# Luciano Pagani
Luciano Pagani (Santiago del Estero, Provincia de Santiago del Estero, 30 de noviembre de 1996) es un baloncestista argentino que se desempeña como alero en San Jorge de La Liga Federal.

## Trayectoria
Pagani se fomró en la cantera del Independiente BBC, siendo más tarde reclutado por Quimsa. Hizo su debut con el equipo profesional en la Liga Nacional de Básquet en octubre de 2014. Sin embargo en esa primera etapa apenas jugó 9 partidos. 
En 2016 fue cedido al Central San Javier para disputar el Torneo Federal de Básquetbol. Allí registró marcas de 3.8 puntos y 3.5 rebotes por juego. Dejó al equipo en marzo de 2017 para ir a jugar el Campeonato Regional de Clubes con Juventud Unida de Quimilí.
Ya para la temporada 2017/18 de la Liga Nacional de Básquet, la fusión tomó la decisión de mantenerlo en el plantel como una de las fichas Sub-23 del equipo.

### Clubes
Actualizado al 23 de octubre de 2022

| Club                      | País      | Año             |
| ------------------------- | --------- | --------------- |
| Quimsa                    | Argentina | 2014 - 2016     |
| Central San Javier        | Argentina | 2016 - 2017     |
| Juventud Unida de Quimilí | Argentina | 2017            |
| Quimsa                    | Argentina | 2017 - 2018     |
| Independiente BBC         | Argentina | 2018 - 2019     |
| Juventud Unida de Quimilí | Argentina | 2019            |
| Cinco Saltos              | Argentina | 2019 - 2020     |
| Belgrano de Tucumán       | Argentina | 2021            |
| Pérfora                   | Argentina | 2022            |
| Racing de Trelew          | Argentina | 2022            |
| Parque Sur                | Argentina | 2022            |
| Huracán de Trelew         | Argentina | 2023            |
| Brown de Madryn           | Argentina | 2024            |
| San Jorge                 | Argentina | 2025 - Presente |